# Carpatolechia notatella
Carpatolechia notatella — вид лускокрилих комах з родини виїмчастокрилі молі (Gelechiidae).

## Поширення
Вид поширений в більшій частині Європи (за винятком Піренейського півострова та більшої частини Балканського півострова) та у Туреччині.

## Опис
Розмах крил 12–16 мм. Голова білувата, з сірими вкрапленнями. Кінцевий суглоб пальпи дорівнює довжині другого. Передні крила білувато-сірі, з коричневим відтінком у диску, з темно-сірим напиленням, з кількома чорними лусочками; темніші плями на кості біля основи, перед і за серединою, а також на торні; чорна крапка біля основи спинки та два на диску, ближче до основи, стигмати чорні, перший диск за межами згину, перед ним чорна крапка, інша чорна крапка під другим диском. Задні крила сірі. Личинка блідо-сіро-зеленувата; голова чорна; пластина з 2 чорними плямами ззаду.

## Спосіб життя
Імаго літають з травня по червень. Личинки живляться різними видами верби (включаючи Salix caprea, Salix aurita, Salix petrandra, Salix cinerea, Salix repens та Salix alba). Вони харчуються паренхімою на нижній стороні листя. Личинки можна знайти з серпня по вересень.